# Caterina Dolfin
(Ginevra Canonici Fachini)
Caterina Dolfin (Venezia, 8 maggio 1736 – Venezia, 14 novembre 1793) è stata una poetessa italiana.

## Biografia
I suoi genitori, Giovanni Antonio Dolfin (discendente dal matrimonio tra Domenico Dolfin e Zanetta Zanotto avvenuto nel 1451) e Donata Salamon, appartenevano al ramo cadetto delle rispettive famiglie patrizie. Giovanni Antonio, laureato in giurisprudenza nello Studio di Padova, prima giudice della Serenissima e poi brillante avvocato del foro veneziano, morì ancor giovane nel 1753. Figlia unica, con una buona istruzione, Caterina sposò nel 1755 Marcantonio Tiepolo, un patrizio di mediocri sostanze e di scarse ambizioni.
Dedicatasi alla poesia, compose sonetti ispirati prevalentemente alla memoria del padre. Soggiornando in campagna, nel 1756 conobbe Andrea Tron, patrizio quarantatreenne, ricchissimo e influente uomo politico della Repubblica, e subito iniziò con lui una relazione, avviando la richiesta di annullamento del proprio matrimonio in quanto avvenuto, a suo dire, contro la sua volontà. Membro dell'Accademia dell'Arcadia come Dorina Nonacrina, dopo aver pubblicato nel 1767 venti sonetti dedicati al padre, raccolse intorno a sé nelle sue residenze di Padova e di Venezia una piccola cerchia d'intellettuali, tra i quali spiccava la figura di Gasparo Gozzi.
Il 1772 fu un anno cruciale per Caterina Dolfin, che ottenne l'annullamento del matrimonio con Marcantonio Tiepolo, subì una perquisizione da parte dell'Inquisizione veneziana, che le sequestrò i libri proibiti di illuministi francesi, e sposò Andrea Tron, che le garantì una ricca dote. Non avranno figli. L'anno dopo Andrea Tron fu eletto procuratore di San Marco de citra, la carica più prestigiosa dopo quella di doge e, conformemente al suo ruolo di «procuratoressa», nei suoi appartamenti alle Procuratie la Dolfin dovette allargare le sue relazioni con tutta la società veneziana, trovandosi esposta tanto ad adulazioni quanto a denigrazioni. Esempio di queste ultime è la Narrazione apologetica di Pier Antonio Gratarol, un funzionario veneziano rimasto deluso nelle sue ambizioni di carriera dalla mancata protezione dei coniugi Tron.
Fu a lungo corteggiata dal più giovane duca milanese, Gian Galeazzo Serbelloni, che contava di acquisire, attraverso di lei, importanti appoggi alla tutela dei suoi interessi nella Repubblica. Fu disposta a offrirgli soltanto la sua amicizia, perché, gli scrisse, «a dispetto di qualche sospiro che mi suona ancora all'orecchio, so che amore non nasce che tra le grazie e la giovinezza». Nel 1778 Andrea Tron fu superato dal senatore Paolo Renier nella corsa alla successione del defunto doge Alvise IV Mocenigo, e nel 1785 morì. La vedova dovette lasciare le Procuratie e si vide minacciati dai cognati i beni a lei lasciati dal marito.
Trascorse gli ultimi anni tra Venezia e Padova, e nelle cure delle acque ad Abano. Morì improvvisamente a Venezia il 14 novembre 1793 per sincope provocata da aneurisma (necrologi alla sanità reg. 390, anno 1793, carte 339) e fu sepolta accanto alla tomba della madre nella chiesa di San Marcuola. La sua ricca biblioteca passò per testamento al nipote Alvise Barbarigo, tranne una parte che passò agli Zanotto di Prata di Pordenone e di Rorai piccolo di Porcia e successivamente ai discendenti, dimoranti oggi in provincia di Udine.

## Opere
- Sonetti in morte di suo padre Giovanni Antonio Dolfino, Padova, Giovambattista Penada, 1767[2]
- Sonetti in morte di suo padre Giovanni Antonio Dolfino, Venezia, Giovambattista Novelli, 1767[3]